# 趙敏
趙敏（ちょう びん）は、金庸の武俠小説『倚天屠龍記』に登場する人物の一人。モンゴル族で、チャガンテムールの娘であり元朝の紹敏郡主に封ぜられている。モンゴル名はミンミンテムール（敏敏特穆爾）。
趙敏というのは、漢人風に付けた名前であり、「敏」は「紹敏」から付けたもの。姓は「テムール」だが、この漢人名では兄のココテムール（王保保）やチャガンテムール（李察罕）とは同一の宗族でありながら姓が異なることになっており、韋一笑が「漢人だったら笑いものだ」と評している。。

## 性格
初期はモンゴル側に立ち張無忌らと対立し、悪辣、冷酷な手段を取り、張無忌らを苦しめた。各流派の使い手の指を一本ずつ切り落とすなど、様々な方法で武林に被害を加えた。特に少林寺は、壊滅の危機にまで追いやられた。そのため武林ではかなりの恨みを買っており、張無忌との関係は歓迎されていなかった。
張無忌に敵対していたころは、その知略で無忌らをさんざんに苦しめたが、張無忌と心を通わせた後は、どこか頼りなく決断力に欠ける無忌のブレーンとして活躍。一度は無忌の従妹、殷離を殺害したとの濡れ衣を着せられるが、感情的に反論するのでなく、冷静に対処していた。
また、漢人の女性と異なり、思ったことは口に出すタイプ。憚ることなく張無忌への好意を口にする趙敏に対し、張無忌は困惑するが、まんざらでもなかった。最終的には、父のチャガンテムールと決別し、張無忌とともに生きていくことを宣言。以後は張無忌のよき仲間となる。

## 略歴
チャガンテムールの娘として誕生。兄のココテムールが軍を率いて父と戦場で戦うのに対し、趙敏は武林の弱体化を担当。峨嵋派から倚天剣を奪い、また少林寺を壊滅寸前に追い込むなどの功績を立てる。
張無忌に出会い、徐々に彼に惹かれ始める。しかし、相変わらずモンゴルのために武林に災厄をまき散らし続け、張無忌の師叔である武当派の殷梨亭も両手両足の複雑骨折を負い、再起不能に陥りかけた。このとき、殷梨亭の体を元通りにする「黒玉断続膏」と引き換えに3つの願いを聞き入れさせる約束を取り付けた。
のち、趙敏は1つ目の願いで屠龍刀を見ること、2つめで張無忌と周芷若の結婚を取りやめることを願った。最後の願いについては、作中では使うことがなく、たびたび無忌に対して切り札としてちらつかせて楽しんでいた。

## 武功
趙敏自身は内力を使うことができないので、戦闘能力はそれほど高くない。その代わり、各流派の使い手の剣術のうち、いい部分のみを習得するという方法で内力のなさを補っている。加えて趙敏は武林の至宝とまで呼ばれる「倚天剣」を使用していた期間が長く、一流の達人ほどではないが、優れた知略も加わって恐るべき敵であった。
また、部下として鹿杖客と鶴筆翁の玄冥ニ老、さらに西域少林寺の達人である阿ニ、阿三、もと丐幇の四大長老の筆頭だった「八臂神剣」の方東白という達人が揃っている。この玄冥ニ老などはかなりの達人であり、張無忌らはかなりの苦戦を強いられた。

## 人物関係図
|        |        |        |        | 殷天正 |        |  |  |        |        |        |        |        |        |        |        |        |        |        |        |        |        |      |      |      |      |
|        |        |        |        |        |        |  |  |        |        |        |        |        |        |        |        |        |        |        |        |        |        |      |      |      |      |
|        |        |        |        |        |        |  |  |        |        |        |        |        |        |        |        |        |        |        |        |        |        |      |      |      |      |
| 殷野王 | 殷野王 | 殷野王 | 殷野王 | 殷野王 | 殷野王 |  |  | 殷素素 | 殷素素 | 殷素素 | 殷素素 | 殷素素 | 殷素素 |        |        | 張翠山 | 張翠山 | 張翠山 | 張翠山 | 張翠山 | 張翠山 |      |      |      |      |
| 殷野王 | 殷野王 | 殷野王 | 殷野王 | 殷野王 | 殷野王 |  |  | 殷素素 | 殷素素 | 殷素素 | 殷素素 | 殷素素 | 殷素素 |        |        | 張翠山 | 張翠山 | 張翠山 | 張翠山 | 張翠山 | 張翠山 |      |      |      |      |
|        |        |        |        |        |        |  |  |        |        |        |        |        |        |        |        |        |        |        |        |        |        |      |      |      |      |
| 殷離   | 殷離   | 殷離   | 殷離   | 殷離   | 殷離   |  |  |        |        |        |        | 張無忌 | 張無忌 | 張無忌 | 張無忌 | 張無忌 | 張無忌 |        |        | 趙敏   | 趙敏   | 趙敏 | 趙敏 | 趙敏 | 趙敏 |
| 殷離   | 殷離   | 殷離   | 殷離   | 殷離   | 殷離   |  |  |        |        |        |        | 張無忌 | 張無忌 | 張無忌 | 張無忌 | 張無忌 | 張無忌 |        |        | 趙敏   | 趙敏   | 趙敏 | 趙敏 | 趙敏 | 趙敏 |

## モデルとなった人物
趙敏のモデルとなった人物は、元の将軍だったココ・テムル（王保保）の妹で、モンゴル名の漢字表記は観音奴、明では姓を兄と同じく王氏とされた。洪武4年（1371年）、明軍の捕虜となり、政治的な要因により朱樉（洪武帝の嫡出次男）と結婚した。夫婦仲は悪く、朱樉は次妃（妾妻）鄧氏を寵愛し、王氏は一時は幽閉されて食事も満足に与えられなかった。後、鄧氏は洪武帝の怒りを買って自ら縊死し、王氏は釈放された。朱樉の死後、王氏は洪武帝に命じられて1395年に殉死し、「烈」と諡された。

## 演じた女優
映画
- チョン・マン：『カンフー・カルト・マスター 魔教教主』香港 1993年

テレビドラマ
- リザ・ウォン：『倚天屠龍記』 無綫電視（TVB） 香港 1979年
- 劉玉璞：『倚天屠龍記』 台湾電視公司（TTV） 台湾 1984年
- 黎美嫻：『倚天屠龍記』 TVB 香港 1986年
- イップ・トン：『倚天屠龍記』 台湾電視公司（TTV） 台湾 1993年
- ジジ・ライ：『倚天屠龍記』 TVB 香港 2000年
- アリッサ・チア：『倚天屠龍記』 中華電視公司（CTS） 台湾 2002年
- アン・イーシュアン：『倚天屠龍記』 中国 2009年